# Lophocnema
Lophocnema là một chi bướm đêm thuộc họ Sesiidae.

## Các loài
- Lophocnema eusphyra  Turner, 1917